# Антиквизация
Антиквизация (макед. Антиквизација), также древний македонизм (макед. Антички македонизам) — кампания, проводимая правительством Северной Македонии (бывшей югославской республики Македония) под руководством ВМРО-ДПМНЕ в период 2006—2017 годов. В рамках этой политики утверждалось, что македонцы — современный южнославянский народ со сложным этногенезом — происходят от древних македонцев. Подобная попытка выстроить постюгославскую идентичность рассматривается академической наукой как псевдоисторическая, но, тем не менее, пользуется в Северной Македонии популярностью.
Антиквизация была особенно подстёгнута греческим вето 2008 года на вступление Македонии в НАТО и ЕС. В самой Греции кампания антиквизации была воспринята как намеренная провокация, что привело только к новым конфликтам.
В реальности идентичность как современных, так и древних македонцев очень сложна. Фактически этногенез современных македонцев завершился лишь в XX веке. Помимо них, «македонцами» также считают себя болгары, греки и ряд других неславянских народов, населяющих историческую область Македония, причём в ряде случаев болгарская идентичность входит в противоречие со славяно-македонской. Нет и определённости в том, что касается места древних македонцев в греческом мире. Одни источники описывают их как греческое племя, разговаривавшее на греческом языке, другие — как варваров, подвергшихся эллинизации. Достоверно известно лишь, что македонский царь Филипп II объединил большинство греческих городов-государств, а его сын Александр завоевал весь известный мир на пути в Индию.
Согласно ВМРО-ДПМНЕ, Александр Великий не был греком. Соответственно, современная Северная Македония становится носительницей огромного культурного наследия и колыбелью европейской цивилизации (что не хочет признавать мир), а эпоху эллинизма следует называть македонизмом. С точки зрения науки, современные македонцы разговаривают на южнославянском языке, а массовая миграция славян в Македонию относится лишь к VI веку. Македонию населяло множество разных народов и, в течение средних веков и вплоть до начала XX века, славянское население Македонии обычно описывалось (в том числе, и ими самими) как болгары. В современной Болгарии до сих пор распространена точка зрения, что отдельная македонская (македоно-славянская) идентичность была искусственно создана Югославией, и что местное население было подвергнуто принудительной сербизации («болгарофобия»). В то же время существуют примеры, демонстрирующие существование в то время у славянского населения Македонии нечёткой этнической самоидентификации: один и тот же человек мог считать себя в одно время сербом, и в другое болгарином.
Македонские националисты в ответ утверждают, что славяне ассимилировали автохтонное население, включая потомков древних македонцев. По их мнению, это якобы делает их самих наследниками древних македонцев. В наиболее радикальном виде утверждалось, что при ассимиляции автохтонные элементы якобы доминировали, и современные македонцы, таким образом, вообще не являются славянами.
Подобные конфликты относятся и к героям борьбы с турецким игом Дамяну Груеву и Георгию Делчеву — этническим болгарам (при жизни идентифицировавшими сами себя, как болгар), которые рассматриваются в Северной Македонии как этнические македонцы (на деле в XIX веке этногенез македонцев еще не был завершен).
Антиквизация сопровождалась массовыми переименованиями. В частности, аэропорт Скопье получил название Александра Великого, городской стадион — «Арена Филиппа II», а главная площадь — площадь Пеллы в честь столицы древнего Македонского царства (Пелла находится в современной Греции). В 2011 году в столице была торжественно открыта 22-метровая статуя Александра Великого (которой однако в силу подписанного с Грецией в 1995 году  т. н. промежуточного соглашения и во избежание дипломатических осложнений было дано имя имя «воин на коне»), была создана также огромная статуя царя Филиппа. В действительности, территория, где сейчас находится Скопье, даже никогда не входила в состав Древней Македонии.
Параллельно с этим велось множество «научных» исследований. Лингвисты искали следы древнемакедонского — эллинского — языка в современном македонском (южнославянском). Биологи сравнивали ДНК древних македонцев и современных. Этнологические исследования пакистанской долины Хунзы позволили обнаружить, что у проживающего там племени буриши есть легенда, будто они якобы являются потомками воинов Александра Великого (что позволило объявить Северную Македонию их родиной). В 2008 году во время визита королевской семьи Хунза в Северную Македонию премьер-министр заявил им: «добро пожаловать домой». В пропагандистском видео «Македонская молитва», распространяемом государством, утверждалось, в частности, что македонцы являются прародителями белой расы.